# کاترین کورتس ماستو
کاترین کورتس ماستو (انگلیسی: Catherine Cortez Masto؛ زادهٔ ۲۹ مارس ۱۹۶۴) یک سیاست‌مدار اهل ایالات متحده آمریکا که عضو حزب دموکرات است. وی نخستین لاتین‌تبار است که به مجلس سنای آمریکا راه یافته است. با توجه به این که کورتس ماستو نوه یک مهاجر مکزیکی است، برای تغییر کامل قوانین مهاجرت تلاش می‌کرد. کورتس ماستو از برنامه دونالد ترامپ برای کشیدن دیوار در مرز آمریکا و مکزیک انتقاد کرده است.